# Arjan Vermeulen
Arjan Vermeulen (Culemborg, 19 maart 1969) is een voormalig Nederlands profvoetballer die onder meer speelde voor Vitesse, MVV en Heracles Almelo.
Vermeulen doorliep zijn jeugdopleiding bij PSV, hij zou echter nooit tot het eerste elftal doordringen. Hierdoor vertrok Vermeulen op 19-jarige leeftijd op huurbasis naar de toentertijd Eerste divisionist Vitesse. De voorstopper veroverde meteen een basisplaats en speelde dat seizoen alle wedstrijden op een na. Vermeulen werd bij Vitesse kampioen van de Eerste Divisie en promoveerde dus na één seizoen naar de Eredivisie. Ook in de Eredivisie bleef Vermeulen een basisplaats behouden. In het eerste jaar 1989/90 werd voor het eerst sinds 1927 de bekerfinale gehaald. Op 25 april 1990 in De Kuip verloor Vitesse met 1-0 van PSV. Hierna nam Vitesse hem definitief over van PSV. In 1994 vestigde hij een record door van scheidsrechter Dick Jol uit bij Ajax na 3 minuten en 5 seconden de snelste rode kaart in de Eredivisie te krijgen. Zeven seizoenen lang was Vermeulen de vaste linksback van Vitesse. Tot en met seizoen het 2001/2002 eindigde Vitesse altijd bij de eerste zes en werd er negenmaal deelgenomen aan het UEFA-Cup toernooi, waarin Vitesse met Vermeulen memorabele wedstrijden heeft gespeeld tegen onder andere Real Madrid, Derry City, Sporting Lissabon en Parma FC. In totaal speelde Vermeulen 228 competitiewedstrijden voor Vitesse.
Na acht seizoenen gespeeld te hebben bij Vitesse besloot Vermeulen in 1996 het avontuur te zoeken in Frankrijk bij OGC Nice. OGC Nice toonde in Vermeulens eerste seizoen in Frankrijk twee gezichten. In zijn eerste seizoen degradeerde hij met de club van de Ligue 1 naar de Ligue 2. Wel won Vermeulen met OGC Nice de Coupe de France 1996/97. In de finale benutte Vermeulen de beslissende penalty tegen EA Guingamp. In de Ligue 2 verloor Vermeulen zijn basisplaats, waarna hij in de winterstop besloot terug te keren naar Nederland, naar MVV. Echter kreeg linksback Mark Luijpers de voorkeur boven Vermeulen, waardoor hij uiteindelijk maar tien wedstrijden voor MVV zou spelen. Voor aanvang van het seizoen 1999/2000 vertrok Vermeulen transfervrij naar de toentertijd eerstedivisieclub Heracles Almelo. Na één seizoen besloot Vermeulen op 31-jarige leeftijd zijn carrière als profvoetballer te beëindigen.

## Clubstatistieken
| seizoen | club            | competitie     | duels | goals |
| ------- | --------------- | -------------- | ----- | ----- |
| 1988/89 | Vitesse         | Eerste divisie | 35    | 1     |
| 1989/90 | Vitesse         | Eredivisie     | 32    | 1     |
| 1990/91 | Vitesse         | Eredivisie     | 30    | 1     |
| 1991/92 | Vitesse         | Eredivisie     | 30    | 3     |
| 1992/93 | Vitesse         | Eredivisie     | 33    | 1     |
| 1993/94 | Vitesse         | Eredivisie     | 18    | 1     |
| 1994/95 | Vitesse         | Eredivisie     | 25    | 1     |
| 1995/96 | Vitesse         | Eredivisie     | 25    | 0     |
| 1996/97 | OGC Nice        | Ligue 1        | 22    | 1     |
| 1997/98 | OGC Nice        | Ligue 2        | 6     | 1     |
| 1997/98 | MVV             | Eredivisie     | 8     | 0     |
| 1998/99 | MVV             | Eredivisie     | 2     | 0     |
| 1999/00 | Heracles Almelo | Eerste divisie | 19    | 2     |